# Saint-Rémy-lès-Chevreuse
Saint-Rémy-lès-Chevreuse – miejscowość i gmina we Francji, w regionie Île-de-France, w departamencie Yvelines.
Według danych na rok 1990 gminę zamieszkiwało 5589 osób, a gęstość zaludnienia wynosiła 579 osób/km² (wśród 1287 gmin regionu Île-de-France Saint-Rémy-lès-Chevreuse plasuje się na 311. miejscu pod względem liczby ludności, natomiast pod względem powierzchni na miejscu 398.).
W miejscowości znajduje się dom, należący niegdyś do rodziny Marii Skłodowskiej-Curie i Piotra Curie. Słynni naukowcy odwiedzali ten dom całą rodziną regularnie w latach 1904-1906. W maju 2021 r. dom został wystawiony na sprzedaż.